# Östro 430
Östro 430 ist eine vierköpfige Punk-Frauenband aus Düsseldorf. Sie formierte sich 1979 und löste sich 1984 auf. Obwohl sie sich selbst als Punkband sehen, werden sie auch der Neuen Deutschen Welle zugerechnet. Seit der Neugründung 2019 in neuer Besetzung ist die Band in Hamburg beheimatet.

## Geschichte
Die Band wurde im Dezember 1979 von Martina Weith, Bettina Flörchinger, Marita Welling und Monika Kellermann gegründet. Knapp drei Wochen vor dem ersten Auftritt stieg Monika Kellermann aus und wurde durch Olivia Casali ersetzt. Am 3. Mai 1980 fand ihr erster Auftritt im Okie Dokie in Neuss statt, auf einem Festival das von dem Punk-Fanzine „Schmier“ veranstaltet wurde. Sie fielen der Band Fehlfarben auf, die sie als Vorgruppe für ihre Deutschland-Tournee engagierten. 1980 wurden drei Songs (Sexueller Notstand, Triebtäter und Too Cool) auf dem Schallmauer-Sampler veröffentlicht. 1981 folgte die erste EP Durch dick & dünn mit insgesamt 8 Songs (Das Quietschende Bett, Sechzehn, Sexueller Notstand, Plastikwelt, S-Bahn, Ich halt mich raus, Idi Otto, Zu cool).
Wenige Monate nach Veröffentlichung der EP verließen zuerst Marita Welling und dann auch Olivia Casali die Band.
Für sie kamen Gisela Hottenroth und Birgit Köster. 1983 wurde die LP Weiber wie wir veröffentlicht. Ende 1983 vervollständigte ein Gitarrist die Besetzung der Band, zu weiteren Veröffentlichungen kam es aber nach dem Zusammenbruch des kleinen unabhängigen Plattenlabels Schallmauer-Records nicht.
Die Band gab am 25. Mai 1984 in der Freizeitstätte Garath in Düsseldorf ihr Abschiedskonzert und löste sich auf. Am 28. Mai 1999 gab es im Tor 3 in Düsseldorf ein Reunion-Konzert.
Martina Weith sang Anfang der 1990er Jahre auf Platten von Family 5, Prollhead und bei den Ärzten. Bettina Flörchinger wurde Gynäkologin.
Olivia Casali wechselte Anfang 1982 zu Fehlfarben, beteiligte sich an Background-Gesang und übernahm den Bass bei einigen Stücken, neben Hans Maahn, nachdem Bassist Michael Kemner zu Mau Mau gewechselt war. Auf der Single 14 Tage ist sie beteiligt mit Background-Gesang und Text des Songs Uuh Cherie. Nach der großen dreimonatigen Tour durch Deutschland/Österreich/Holland, kurz vor dem Rockpalast-Auftritt, verließ sie die Band und zog nach Italien. Seit 1989 lebt sie wieder in Düsseldorf und heißt jetzt Olivia Tawiah.
Thees Uhlmann coverte den Song der Band Ich halt mich raus und veröffentlichte ihn im September 2019 als Bonustrack zu seinem Albums Junkies und Scientologen.
Im Zuge der Veröffentlichung der Best-of-Zusammenstellung „Keine Krise kann mich schocken“ im Mai 2020 auf Tapete Records hat sich die Band in neuer Besetzung wieder zusammengefunden. Im August 2021 gaben Östro 430 in Hamburg ihr erstes Konzert in neuer Besetzung. Im September 2023 erscheint mit „Punkrock nach Hausfrauenart“ ein neues Album der Band. Von den Gründungsmitgliedern sind noch Martina Weith und Bettina Flörchinger mit dabei.

## Stil
Die Musik der vier Studentinnen wurde trotz der ungewohnten Instrumentierung (keine Gitarre, E-Piano statt Synthesizer) vor allem wegen ihrer deutlichen und wütenden Texte oft zum Punk gezählt. Die Titel Sexueller Notstand und Triebtäter sind Beispiele für die Hauptthemen Sex, überholte Ansichten über Frauen und Spießertum. Ihren Musikstil charakterisierte die Band selbst als „einfach, aber grob“.

## Diskografie
- 1981: Durch dick & dünn (12" EP, Schallmauer-Records)
- 1982: Vampir / Meerschweinchen (Single, Schallmauer-Records)
- 1983: Weiber wie wir (Album, Schallmauer-Records)
- 2020: Keine Krise kann mich schocken (Best of, Tapete Records)
- 2023: Punkrock nach Hausfrauenart (Album, Tapete Records)